# Ibrahim Nagi
Ibrahim Nagi (إبراهيم ناجى) né en 1898 et mort en 1953, est un poète égyptien de langue arabe.
Ses plus célèbres poèmes, El Atlal (Les Ruines) furent chantés par Oum Kalsoum et L'Automne par Mohammed Abdel Wahab. El Atlal est considéré par les critiques comme faisant partie des 20 plus beaux poème de langue arabe.
Il a été cofondateur la Société cairote pour la poésie romantique.
Il publie en 1934 son premier recueil de poèmes, Derrière la brume suivi en 1951 par Nuits cairotes. Un recueil posthume sera publié en 1957, L'oiseau blessé.
Il a fait partie de l'Apollo Society, un cercle d'écrivains basé en Egypte.